# Welles-Pérennes
Welles-Pérennes – miejscowość i gmina we Francji, w regionie Hauts-de-France, w departamencie Oise.
Według danych na rok 1990 gminę zamieszkiwało 201 osób, a gęstość zaludnienia wynosiła 15 osób/km² (wśród 2293 gmin Pikardii Welles-Pérennes plasuje się na 796. miejscu pod względem liczby ludności, natomiast pod względem powierzchni na miejscu 253.).